# 特雷梅旺
特雷梅旺（法語：Tréméven，法語發音：[tʁemevɛn]）是法国菲尼斯泰尔省的一个市镇，属于坎佩尔区。

## 地理
特雷梅旺（47°53'54"N, 3°31'57"W）面积15.42 平方千米，位于法国布列塔尼大區菲尼斯泰尔省，该省份为法国最西部的省份，位于布列塔尼半岛西部，北西南三面环大西洋，东临阿摩尔滨海省和莫尔比昂省。
与特雷梅旺接壤的市镇（或旧市镇、城区）包括：凯里安、阿尔扎诺、洛屈诺莱、梅拉克、坎佩莱、雷代内。

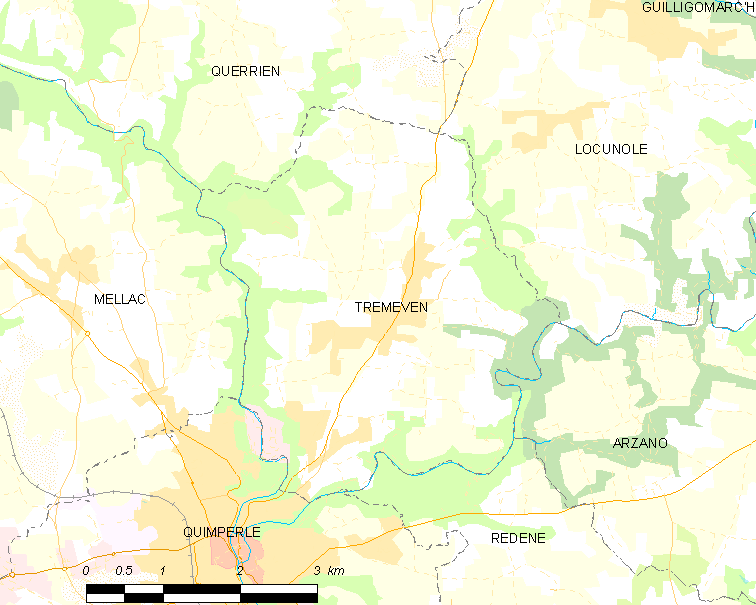
特雷梅旺的OSM定位图

特雷梅旺的时区为UTC+01:00、UTC+02:00（夏令时）。

## 行政
特雷梅旺的邮政编码为29300，INSEE市镇编码为29297。

## 政治
特雷梅旺所属的省级选区为坎佩莱县。

## 人口

1962-2008年间特雷梅旺人口变化图示

特雷梅旺于2022年1月1日时的人口数量为2378人。